# グローバル・テクノロジー・ガバナンス・サミット
グローバル・テクノロジー・ガバナンス・サミット (英: Global Technology Governance Summit、GTGS）は、第四次産業⾰命の活用と統御に焦点を当てた国際会議。世界経済フォーラムが主催する。
新たなテクノロジーの責任ある設計と実装を、国際的な官⺠連携を通じて実現することを目的とする。明確な目的を持ってテクノロジー活用を統御することにより、権力の乱用、偏見、格差、排除といった負の側面への対策を含めた新たなガバナンスモデルの構築を目指す。世界最大のマルチステークホルダー会議として、政府、企業、市民社会、スタートアップ、学界を代表する意思決定者が一堂に会し、グローバル・テクノロジー・ガバナンスを人間中心のアプローチとして捉え、産業の転換、政府の変革、最先端技術の導入などに関する議論と社会実装を促進する。
同サミットの議論には、5つの大陸で活動する400以上の政府、企業、学術機関、国際機関で構成された第四次産業革命センター（C4IR）ネットワークの活動と成果が集約される。
第一回目のサミットは2021年4月6-7日に日本がホストとなり、各地域の時差に合わせたバーチャルセッションで開催される。。

2021年1月、世界経済フォーラムがオンライン形式で主催する「ダボス・アジェンダ」に参加した菅義偉内閣総理大臣は、本サミットへの期待を以下のように述べた。
桜が咲く４月に、東京で、世界経済フォーラムとの協力により、グ ローバル・テクノロジー・ガバナンス・サミットが開催されます。 皆様をはじめとした多くのリーダーにご参加いただき、デジタル時代の人類の共通課題に答えを見出していく、そうした場となることを期待いたします。

## 核となるテーマ

### 準備(Readiness)
第四次産業革命のテクノロジーの実装に備え、産業・国・地域の計画を加速させ、利益を最大化する

### 回復力(Resiliency)
責任と倫理観をもってテクノロジーを導入・利用することにより、企業・国・地域が持続可能な未来を構築できるようサポートする

### 再定義 (Repurpose)
健全な未来のために、テクノロジーのありかたについてグローバルな位置づけを再定義する

## 主要な議題

### 産業の変革
パンデミックが加速した社会・経済のデジタル化と産業変換について

### 政府の変革
新しい社会インフラ領域の中核となるべき公共事業・サービスのデジタル変換について

### グローバル・テクノロジー・ガバナンス
テクノロジーの社会実装に最適化された政策・規範・基準・インセンティブの設計について

### 最先端テクノロジー
持続可能な社会を実現するための最先端テクノロジー活用について

## グローバル・テクノロジー・ガバナンスレポート
「グローバル・テクノロジー・ガバナンスレポート」は、サミットにおける議論を深めることを目的とし、2020年12月に世界経済フォーラムにより発行された。以下5つのテクノロジー分野にまたがる、33のガバナンス・ギャップを特定している。
- AI（人工知能）
- ブロックチェーン
- ドローンと無人航空システム
- IoT（Internet of Things）
- モビリティ（自動運転車を含む）

規制の欠如、テクノロジーの誤用、国境を越えるデータへの対応など、法・倫理を含めた共通課題を抱えているテクノロジー分野に対し、幅広いステークホルダーによる分野横断的な議論と連携が必要不可欠であることを訴求している。

## 共同議長
- ムケシュ・D・アンバニ（リライアンス・インダストリーズ会長兼取締役、インド）
- ビビアン・バラクリシュナン（外務大臣兼スマート国家計画担当大臣、シンガポール）
- マーク・ベニオフ（セールスフォース会長兼創設者、アメリカ）
- シャラン・バロウ（国際労働組合総連合 (ITUC) 書記長、ベルギー）
- アリス・ガスト（インペリアル・カレッジ・ロンドン学長、イギリス）
- 小池百合子（東京都知事、日本）
- 中西宏明（日立製作所取締役会長兼執行役、日本）
- エリザベス・ロシエロ（AZA創業者兼CEO、ケニア）
- ジム・ヘージマン・スナベ（シーメンス会長、ドイツ）